# Akysis clinatus
Akysis clinatus är en fiskart som beskrevs av Ng och Walter J. Rainboth 2005. Akysis clinatus ingår i släktet Akysis och familjen Akysidae. IUCN kategoriserar arten globalt som otillräckligt studerad. Inga underarter finns listade i Catalogue of Life.